# أدريان بوبا
أدريان دوميترو بوبا (رومانية: Adrian Popa؛ مواليد 24 يوليو 1988 في بوخارست) هو لاعب كرة قدم روماني يجيد اللعب كجناح أيمن مع نادي ريدينغ الإنجليزي ومنتخب رومانيا.
لعب سابقاً مع نادي التعاون السعودي .

## وصلات خارجية
- أدريان بوبا على موقع الاتحاد الدولي (مؤرشف)  (الإنجليزية)
- أدريان بوبا على موقع الاتحاد الأوربي (الإنجليزية)
- أدريان بوبا على موقع قاعدة بيانات كرة القدم.إي يو (الإنجليزية)
- أدريان بوبا على موقع ناشيونال فوتبول تيمز (الإنجليزية)
- أدريان بوبا على موقع Soccerbase.com (لاعب) (الإنجليزية)
- أدريان بوبا على موقع Soccerway.com (الإنجليزية)
- أدريان بوبا على موقع عالم كرة القدم.نت (الإنجليزية)